# Železniční stanice Chejfa Bat Galim
Železniční stanice Chejfa Bat Galim (hebrejsky: תחנת הרכבת חיפה בת גלים, Tachanat ha-rakevet Chejfa Bat Galim) je železniční stanice na pobřežní železniční trati v Izraeli.
Leží na severu Izraele ve městě Haifa, v Haifském zálivu v nadmořské výšce necelých 10 metrů. Je situována na pomezí čtvrtí Bat Galim a Kirjat Eli'ezer. Jižně od staniční budovy prochází třída Sderot ha-Hagana (dálnice číslo 4), severovýchodně od stanice se rozkládá Haifský přístav, na severu leží Rambamova nemocnice.
Stanice byla otevřena roku 1975 v rámci zahušťování sítě železničních stanic v aglomeraci Haify. Je obsluhována autobusovými linkami společnosti Egged. K dispozici jsou parkovací místa pro automobily, automat na nápoje, prodejní stánky a veřejný telefon.